# Dapedium
 Dapedium  ist eine Gattung ausgestorbener Knochenfische aus der Unterklasse der Neuflosser (Neopterygii). 
William Elford Leach veröffentlichte 1822 die Erstbeschreibung der Gattung mit der Typusart D. politum aus dem frühen Unterjura (unteres Lias) von Lyme Regis (Jurassic Coast). Aus der Obertrias der Lombardei beschrieb Tintori 1983 die Art D. raetium.

## Körper
Der Leib ist seitlich stark abgeflacht und gedrungen, die Haut mit dicken, rhombischen Ganoidschuppen bedeckt. Das Tier erreicht je nach Art eine Länge von 10 bis 40 cm. Der Schädel ist mit höckerigen Knochenplatten gepanzert, besonders vielgliedrig in der Orbitalregion. Brust- und Bauchflossen sind klein, Rücken- und Afterflossen lang.

## Lebensraum und Lebensweise
Dapedium lebte u. a. im europäischen Jurameer, einem Schelf- und Randmeer der Tethys. Die kegelförmige Bezahnung lässt darauf schließen, dass sich Dapedium ähnlich wie die rezenten, eine ähnliche Körperform aufweisenden Meerbrassen (Sparidae) von beschalten Invertebraten, z. B. Muscheln oder Seeigeln, ernährte.

## Systematik
Dapedium ist die besterforschte Art der Familie Dapedidae, die ursprünglich den Semionotiformes zugeordnet wurde. Neuerdings wird die Familie in eine eigene Ordnung (Dapediiformes) an der Basis der Knochenganoiden (Holostei) eingeordnet.